# Anderson Contreras
Anderson Rafael Contreras Pérez (Socopó, Barinas, Venezuela; 30 de marzo de 2001) es un futbolista venezolano que juega como centrocampista en el Monagas SC de la Primera División de Venezuela.

## Biografía
Anderson nació en la ciudad de Socopó, capital del municipio Antonio José de Sucre del estado Barinas (Venezuela).

### Caracas F.C
Desde pequeño ha estado involucrado con el fútbol, inicialmente en el Independiente Bum Bum y posteriormente a los 14 años siendo fichado por el Caracas Fútbol Club. Ha sido campeón en la categoría sub-18 en la Serie de Oro y también se consagró con la sub-16 en el torneo Nuevas Promesas en Maturín, donde fue elegido mejor jugador.
Debutó con el primer equipo en 2018 por Copa Venezuela frente a Aragua. En 2020, debutó con el Caracas FC en la Copa Libertadores, anotando un golazo de tiro libre contra el Independiente Medellín en el estadio colombiano Atanasio Girardot.
Debutó internacionalmente en la Copa Libertadores de 2020 con el Caracas y posteriormente fue llamado a la Selección de fútbol de Venezuela.
A finales de 2020 sufrió una grave lesión, lo cual lo mantendrá alejado de las canchas por lo menos 9 meses, perdiéndose todo el campeonato venezolano 2021.

### Club Universidad de Chile
El 10 de septiembre de 2021 se hizo oficial su llegada al Universidad de Chile en condición de préstamo hasta diciembre de 2022 y una opción de compra al finalizar el mismo, hecho que no ocurrió.

### Audax Italiano
En 2022, es cedido al Audax Italiano. En este club ha tenido algunos problemas para debutar debido a situaciones familiares y personales.

## Selección nacional
Es internacional a nivel juvenil por la selección de Venezuela. Fue parte del plantel que disputó el Torneo Preolímpico Sudamericano Sub-23 de 2020. Participando en un partido.
Para finales de 2020, es convocado como jugador en la Selección de fútbol de Venezuela, para las fechas 3 y 4 de las Elimininatorias al Mundial de Fútbol de Catar 2022. Sin embargo no ha debutado.

## Estadísticas
Actualizado al último partido jugado el 29 de noviembre de 2020.
| Club | Div.                | Temporada           | Liga  | Liga  | Liga   | Copas nacionales(1) | Copas nacionales(1) | Copas nacionales(1) | Copas internacionales(2) | Copas internacionales(2) | Copas internacionales(2) | Total(3) | Total(3) | Total(3) |
| Club | Div.                | Temporada           | Part. | Goles | Asist. | Part.               | Goles               | Asist.              | Part.                    | Goles                    | Asist.                   | Part.    | Goles    | Asist.   |
| --- | ------------------- | ------------------- | ----- | ----- | ------ | ------------------- | ------------------- | ------------------- | ------------------------ | ------------------------ | ------------------------ | -------- | -------- | -------- |
| Caracas F.C · Venezuela | 1.ª                 | 2018                | —     | —     | —      | 2                   | 0                   | 0                   | —                        | —                        | —                        | 2        | 0        | 0        |
| Caracas F.C · Venezuela | 1.ª                 | 2019                | 23    | 1     | 3      | 2                   | 0                   | 0                   | 1                        | 0                        | 0                        | 26       | 1        | 3        |
| Caracas F.C · Venezuela | 1.ª                 | 2020                | 8     | 1     | 0      | —                   | —                   | —                   | 7                        | 2                        | 2                        | 15       | 3        | 2        |
| Caracas F.C · Venezuela | Total               | Total               | 31    | 1     | 3      | 4                   | 0                   | 0                   | 8                        | 2                        | 2                        | 43       | 4        | 5        |
| Total en su carrera | Total en su carrera | Total en su carrera | 31    | 1     | 3      | 4                   | 0                   | 0                   | 8                        | 2                        | 2                        | 43       | 4        | 5        |
| (1) Incluye datos de la Copa Venezuela. (2) Incluye datos de la Copa Libertadores y Copa Sudamericana. (3) No incluye amistosos. |                     |                     |       |       |        |                     |                     |                     |                          |                          |                          |          |          |          |

## Clubes
| Club                 | País      | Año         |
| -------------------- | --------- | ----------- |
| Caracas Fútbol Club  | Venezuela | 2018 - 2023 |
| Universidad de Chile | Chile     | 2021 - 2022 |
| Audax Italiano       | Chile     | 2022        |
| Monagas SC           | Venezuela | 2025 - act. |

## Palmarés

### Campeonatos nacionales
| Título                        | Equipo      | País      | Año  |
| ----------------------------- | ----------- | --------- | ---- |
| Torneo Clausura               | Caracas F.C | Venezuela | 2019 |
| Primera División de Venezuela | Caracas F.C | Venezuela | 2019 |